# Tony Soprano

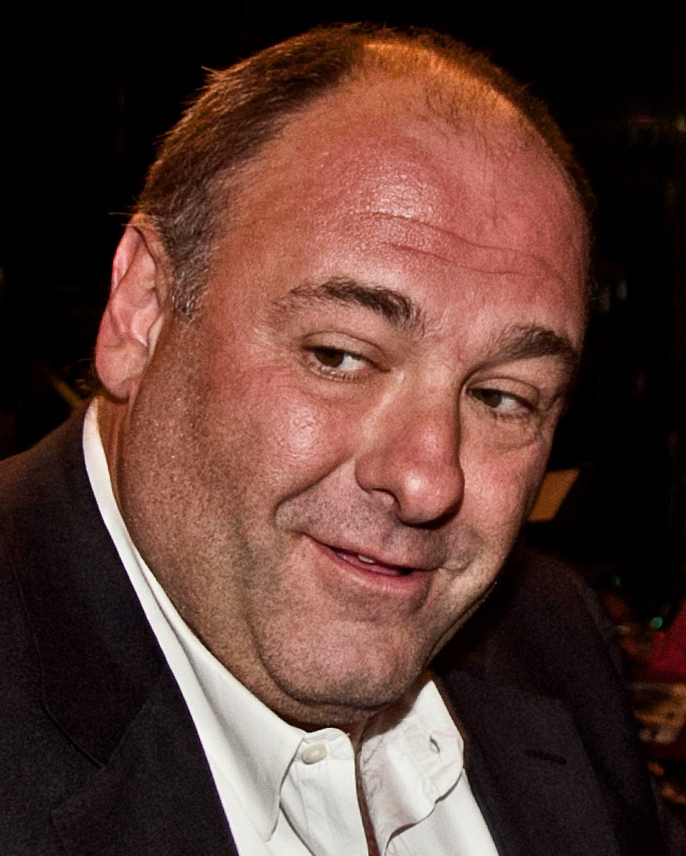
James Gandolfini, a Tony Soprano-t alakító színész 2011-ben

Anthony John Soprano az HBO egyik sorozatának, a Maffiózóknak a főszereplője. Az egyetlen, aki minden epizódban szerepel. Ő a New Jersey-i DiMeo maffiacsalád de facto főnöke. A szerep megformálója James Gandolfini színész volt. Magyar hangja: Kőszegi Ákos.
Tony 1960. augusztus 24-én született Giovanni "Johnny Boy" Soprano és Livia Pollio gyermekeként. Tony édesapjával, édesanyjával és két nővérével nőtt fel New Jersey beli Ironboundban, Newarkban, és már édesapja és nagybátyja Corrado "Junior" Soprano is részt vett a szervezet bűnözésben. Felesége Carmela Soprano, két gyereke van Anthony JR és Meadow Soprano.
Ő az a maffiavezér, aki pszichiáterhez jár. Ezt a tényt titkolnia kell "munkatársai" előtt, mert úgy gondolja, hogy ez a gyengeség jele, és emiatt kigolyózhatják. Viszont amikor elég erősnek érzi magát hozzá, akkor ezt közli velük. Azért sem kell félnivalójának lennie a többiektől, mert egy kimondottan nagydarab és hatalmas fizikai erővel bíró ember, így nem szívesen fordulnak ellene. Ő egyébként a tipikus javíthatatlan szociopata (=pszichopata) megformálása. Javíthatatlanságát pszichiáterének a sorozat végén be kell látnia, és be kell fejeznie a vele folytatott sziszifuszi munkát. Mint szociopata, bármikor képes bárkivel szembefordulni, ha érdekei úgy kívánják - senkitől és semmitől nem riad vissza. Igazából egy magányos ember lelke mélyén emiatt. A pszichiáterhez egy pánikroham miatt kerül, amit az úszómedencéjéből - korábban kertjébe költözött - kacsacsalád elszállása vált ki (a család szimbóluma). Mindent csinál, amit egy igazi romlott embernek kell csinálnia: iszik, drogozik, nőzik - közben otthon várja szerető családja. Gyermekei lassan döbbennek rá, hogy apjuk ki is valóban. Némi javulást mutat viselkedése azután, miután kap egy lövést, és sokáig kómában van (ő közben "odaát" üzleti úton van). Viszont a lényegen ez sem változtat: minden szemrebbenés nélkül átsegíti a másvilágra balesetet szenvedett unokaöccsét, aki sok gondot okozott neki. Számára ez csak egy problémaforrás kiiktatását jelenti.
Karaktere giccsektől mentesen van megformálva. A pszichiáternél (aki történetesen nő) való megjelenései alkalmával lelki világának boncolgatása során bizonyos pszichológiai ismeretet szerezhet a néző arra vonatkozóan, hogy is alakul ki egy személyiség, mik a befolyásoló tényezők - egy-két szakkifejezéssel fűszerezve. Ezek a boncolgatások időnként igen kellemetlenek Anthony számára, főleg az anyjához fűződő viszonyát tekintve. Viszont egy kábítószeres élmény hatására összegzi ezt: "... úgy éreztem, az anyáink buszsofőrök. Nem .. nem .. nem... Ők a buszok. Ők azok a járművek, amik idehoznak minket. Kitesznek, és aztán folytatják az útjukat. És az a legnagyobb baj, hogy amíg ők továbbmennek, mi görcsösen próbálunk visszajutni a buszra. Ahelyett, hogy hagynánk elmenni."